# 瓮马铁路
瓮马铁路是中华人民共和国贵州省境内的一条地方货运铁路，为贵州省首条自建自营铁路，采取PPP模式建设。该铁路一期工程于2016年4月1日开工建设，2021年4月21日正式运营。
翁马铁路由中铁二十局、中交路建、贵州桥梁及中铁二院组成的社会资本联合集体出资，由贵州铁投集团及贵州剑江集团作为政府投资人，二者共同组建贵州瓮马铁路有限责任公司负责建设运营。
已建成的翁马铁路一期工程线路全长72.595公里，按国铁Ⅱ级单线电气化铁路标准建设，设计时速120公里。该期工程投资近50亿元，共有桥梁43座、隧道28座，桥隧比为62.83%。全线共设瓮安站、平定营站、牛场站、福泉东站（缓开站）及马场坪站5个站点，在马场坪站与沪昆铁路相接。
翁马铁路二期工程全长约148.533公里，由长48.9公里的南延伸线（姜家坪-都匀）和长99.633公里的北延伸线（瓮安-阁老坝）组成，投资总额估算约104.52亿元。该期工程共有桥梁146座、隧道93座，桥隧比为64.1%。南延伸线预计设6座车站，北延伸线预计设10座车站。

## 外部连接
- 中铁第四勘察设计院集团有限公司.  (PDF). 贵州省环境保护厅. 2018-12-01  [2019-10-09]. （原始内容存档 (PDF)于2019-10-09）.